# Cervinka, Novoarhanhelsk
Cervinka (în ucraineană Червінка) este un sat în comuna Mareanivka din raionul Novoarhanhelsk, regiunea Kirovohrad, Ucraina.

## Demografie
Componența lingvistică a localității Cervinka
     Ucraineană (91,74%)
     Rusă (6,61%)
     Română (1,65%)
Conform recensământului din 2001, majoritatea populației localității Cervinka era vorbitoare de ucraineană (91,74%), existând în minoritate și vorbitori de rusă (6,61%) și română (1,65%).